# Diaea
Diaea Thorell, 1869 è un genere di ragni appartenente alla famiglia Thomisidae.

## Distribuzione
Le 75 specie note di questo genere sono diffuse in tutti i continenti ad eccezione dei poli: la specie dall'areale più vasto è la D. dorsata (Fabricius, 1777), reperita in diverse località della regione paleartica

## Tassonomia
Non sono stati esaminati esemplari di questo genere dal 2014.
A giugno 2014, si compone di 75 specie:
1. Diaea albicincta Pavesi, 1883 — Congo, Etiopia, Africa orientale
2. Diaea albolimbata L. Koch, 1875 — Nuova Zelanda
3. Diaea ambara (Urquhart, 1885) — Nuova Zelanda
4. Diaea bengalensis Biswas & Mazumder, 1981 — India
5. Diaea bipunctata Rainbow, 1902 — Nuove Ebridi
6. Diaea blanda L. Koch, 1875 — Australia
7. Diaea caecutiens L. Koch, 1876 — Queensland
8. Diaea carangali Barrion & Litsinger, 1995 — Filippine
9. Diaea circumlita L. Koch, 1876 — Queensland, Nuovo Galles del Sud
10. Diaea cruentata (L. Koch, 1874) — Nuovo Galles del Sud, Victoria (Australia)
11. Diaea decempunctata Kulczyński, 1911 — Nuova Guinea
12. Diaea delata Karsch, 1880 — Africa occidentale, Angola
13. Diaea dimidiata (L. Koch, 1867) — Queensland
14. Diaea doleschalli Hogg, 1915 — Nuova Guinea
15. Diaea dorsata (Fabricius, 1777)[2] — Regione paleartica
16. Diaea ergandros Evans, 1995 — Nuovo Galles del Sud, Victoria (Australia), Tasmania
17. Diaea evanida (L. Koch, 1867) — Queensland
18. Diaea giltayi Roewer, 1938 — Nuova Guinea
19. Diaea graphica Simon, 1882 — Yemen
20. Diaea gyoja Ono, 1985 — Giappone
21. Diaea haematodactyla L. Koch, 1875 — Queensland
22. Diaea implicata Jézéquel, 1966 — Costa d'Avorio
23. Diaea inornata (L. Koch, 1876) — Nuovo Galles del Sud
24. Diaea insecta L. Koch, 1875 — Australia
25. Diaea insignis Thorell, 1877 — Celebes
26. Diaea jucunda Thorell, 1881 — Queensland
27. Diaea kangarooblaszaki Szymkowiak, 2008 — Australia meridionale
28. Diaea limbata Kulczynski, 1911 — Nuova Guinea
29. Diaea livens Simon, 1876 — USA, dall'Europa centrale all'Azerbaigian
30. Diaea longisetosa Roewer, 1961 — Senegal
31. Diaea mikhailovi Zhang, Song & Zhu, 2004 — Cina
32. Diaea mollis L. Koch, 1875 — Queensland
33. Diaea multimaculata Rainbow, 1904 — Australia occidentale
34. Diaea multopunctata L. Koch, 1874 — Queensland, Nuovo Galles del Sud
35. Diaea mutabilis Kulczynski, 1901 — Etiopia
36. Diaea nakajimai Ono, 1993 — Madagascar
37. Diaea ocellata Rainbow, 1898 — Nuova Guinea
38. Diaea olivacea L. Koch, 1875 — Australia occidentale
39. Diaea papuana Kulczynski, 1911 — Nuova Guinea
40. Diaea pilula (L. Koch, 1867) — Australia orientale
41. Diaea placata O. P.-Cambridge, 1899 — Sri Lanka
42. Diaea plumbea L. Koch, 1875 — Nuovo Galles del Sud
43. Diaea pougneti Simon, 1885 — India
44. Diaea praetexta (L. Koch, 1865) — Isole Samoa
45. Diaea prasina L. Koch, 1876 — Queensland, Nuovo Galles del Sud
46. Diaea proclivis Simon, 1903 — Guinea Equatoriale
47. Diaea pulleinei Rainbow, 1915 — Australia Meridionale
48. Diaea puncta Karsch, 1884 — Africa
49. Diaea punctata L. Koch, 1875 — Queensland, Nuovo Galles del Sud
50. Diaea punctipes L. Koch, 1875 — Queensland
51. Diaea rohani Fage, 1923 — Angola
52. Diaea rosea L. Koch, 1875 — Nuovo Galles del Sud
53. Diaea rubropunctata Rainbow, 1920 — Isola Lord Howe
54. Diaea rufoannulata Simon, 1880 — Nuova Caledonia
55. Diaea semilutea Simon, 1903 — Guinea Equatoriale
56. Diaea seminola Gertsch, 1939 — USA
57. Diaea septempunctata L. Koch, 1874 — Nuova Guinea, Isole Tonga
58. Diaea shirleyi Hogg, 1922 — Vietnam
59. Diaea simplex Xu, Han & Li, 2008 — Hong Kong
60. Diaea socialis Main, 1988 — Australia occidentale
61. Diaea sphaeroides (Urquhart, 1885) — Nuova Zelanda
62. Diaea spinosa Keyserling, 1880 — Colombia
63. Diaea subdola O. P.-Cambridge, 1885 — Russia, India, dal Pakistan al Giappone
64. Diaea suspiciosa O. P.-Cambridge, 1885 — Asia centrale, Mongolia, Cina
65. Diaea tadtadtinika Barrion & Litsinger, 1995 — Filippine
66. Diaea taibeli Caporiacco, 1949 — Kenya
67. Diaea tenuis L. Koch, 1875 — Queensland, Nuovo Galles del Sud
68. Diaea terrena Dyal, 1935 — Pakistan
69. Diaea tongatabuensis Strand, 1913 — Polinesia
70. Diaea tristania (Rainbow, 1900) — Nuovo Galles del Sud
71. Diaea variabilis L. Koch, 1875 — Queensland, Nuovo Galles del Sud
72. Diaea velata L. Koch, 1876 — Queensland
73. Diaea viridipes Strand, 1909 — Sudafrica
74. Diaea xanthogaster (L. Koch, 1875) — Nuovo Galles del Sud
75. Diaea zonura Thorell, 1892 — Giava, Sumatra

### Sinonimi
- Diaea daemeli (L. Koch, 1874), trasferita dal genere Xysticus e posta in sinonimia con D. pilula (L. Koch, 1867) a seguito di un lavoro di Dondale del 1966[1].
- Diaea elegans L. Koch, 1876, posta in sinonimia con D. cruentata (L. Koch, 1874) a seguito di un lavoro di Dondale del 1966.
- Diaea horai (Tikader, 1962), trasferita dal genere Misumena e posta in sinonimia con D. subdola O. P.-Cambridge, 1885 a seguito di uno studio di Marusik (1993b).
- Diaea japonica (Bösenberg & Strand, 1906), trasferita dal genere Misumenops e posta in sinonimia con D. subdola O. P.-Cambridge, 1885 a seguito di uno studio di Marusik (1993b).
- Diaea megagyna Evans, 1995, posta in sinonimia con D. inornata (L. Koch, 1876) a seguito di uno studio degli aracnologi Szymkowiak & Dymek del 2012.
- Diaea munieri (Coolidge, 1909), trasferita dal genere Misumenops e posta in sinonimia con D. livens Simon, 1876 a seguito di un lavoro di Schick del 1965, sugli esemplari denominati D. pictilis[1].
- Diaea pictilis (Banks, 1896), posta in sinonimia con D. livens Simon, 1876 a seguito di un lavoro di Thaler, (1997b).
- Diaea sticta Kulczynski, 1911, posta in sinonimia con D. evanida (L. Koch, 1867) a seguito di uno studio di Szymkowiak, (2007b).
- Diaea xinjiangensis Song & Hu, 1986; posta in sinonimia con D. suspiciosa O. P.-Cambridge, 1885 a seguito di un lavoro di Marusik, (1993b).
- Diaea yunohamensis (Bösenberg & Strand, 1906), posta in sinonimia con D. subdola O. P.-Cambridge, 1885 a seguito di un lavoro di Yaginuma, 1970d, sugli esemplari denominati Misumenops japonicus[1].

### Nomen dubium
- Diaea formosa (Blackwall, 1850); esemplari maschili e femminili, reperiti in Inghilterra e originariamente ascritti al genere Thomisus, trasferiti qui da Thorell nel 1873, in seguito ad un lavoro di Bristowe del 1941, sono da ritenersi nomina dubia[1].